# Ena Shibahara
Ena Shibahara (ur. 12 lutego 1998 w Mountain View) – japońska tenisistka urodzona w Stanach Zjednoczonych, reprezentująca ten kraj do lipca 2019 roku, zwyciężczyni French Open 2022 w grze mieszanej, finalistka Australian Open 2023 w grze podwójnej kobiet, mistrzyni US Open w grze podwójnej dziewcząt z 2016 roku.

## Kariera tenisowa
Zawodową karierę na kortach rozpoczęła w lutym 2014 roku, biorąc udział w turnieju rangi ITF w Rancho Santa Fe. Łącznie zwyciężyła w dziesięciu turniejach WTA Tour, w jednym WTA 125K i w jednym ITF w deblu. W singlu wygrała jeden turniej rangi ITF.
Jako juniorka została zwyciężczynią US Open w 2016 roku w grze podwójnej dziewcząt (w parze z Jadą Hart).
W 2022 roku triumfowała w rozgrywkach gry mieszanej na kortach French Open, gdzie partnerował jej Wesley Koolhof. Mikst pokonał w finale parę Ulrikke Eikeri–Joran Vliegen 7:6(5), 6:2.

## Historia występów wielkoszlemowych
Legenda
     W, wygrany turniej
     F, przegrana w finale
     SF, przegrana w półfinale
     QF, przegrana w ćwierćfinale
     xR, przegrana w x rundzie
     Qx, przegrana w x rundzie kwalifikacji
     A, brak startu
     NH, turniej nie odbył się

### Występy w grze pojedynczej
| Australian Open        | A   | A | A   | A    | A   | A   | A   | A   | A   | A   | Q1 | 0 / 0 | 0 – 0 |  |  |  |  |  |  |  |  |  |  |  |  |  |  |
| French Open            | A   | A | A   | A    | A   | A   | A   | A   | A   | A   | Q2 | 0 / 0 | 0 – 0 |  |  |  |  |  |  |  |  |  |  |  |  |  |  |
| Wimbledon              | A   | A | A   | A    | A   | NH  | A   | A   | A   | A   | Q3 | 0 / 0 | 0 – 0 |  |  |  |  |  |  |  |  |  |  |  |  |  |  |
| US Open                | A   | A | A   | A    | A   | A   | A   | A   | A   | 2R  |    | 0 / 1 | 1 – 1 |  |  |  |  |  |  |  |  |  |  |  |  |  |  |
|                        |     |   |     |      |     |     |     |     |     |     |    |       |       |  |  |  |  |  |  |  |  |  |  |  |  |  |  |
| Ranking na koniec roku | 909 | – | 798 | 1005 | 446 | 533 | 579 | 510 | 570 | 135 |    | 0 / 1 | 1 – 1 |  |  |  |  |  |  |  |  |  |  |  |  |  |  |

### Występy w grze podwójnej
| Australian Open        | A   | A    | A   | A   | A  | 3R | QF | SF | F  | 3R | 2R | 0 / 6  | 16 – 6  |  |  |  |  |  |  |  |  |  |  |  |  |  |  |
| French Open            | A   | A    | A   | A   | A  | QF | 2R | 3R | 2R | 3R | 1R | 0 / 6  | 9 – 6   |  |  |  |  |  |  |  |  |  |  |  |  |  |  |
| Wimbledon              | A   | A    | A   | A   | A  | NH | SF | 3R | 1R | 3R | 1R | 0 / 5  | 8 – 5   |  |  |  |  |  |  |  |  |  |  |  |  |  |  |
| US Open                | A   | 1R   | A   | A   | 1R | 2R | 3R | 3R | 1R | 2R |    | 0 / 7  | 6 – 7   |  |  |  |  |  |  |  |  |  |  |  |  |  |  |
|                        |     |      |     |     |    |    |    |    |    |    |    |        |         |  |  |  |  |  |  |  |  |  |  |  |  |  |  |
| Ranking na koniec roku | 745 | 1061 | 603 | 300 | 31 | 23 | 5  | 22 | 14 | 41 |    | 0 / 24 | 39 – 24 |  |  |  |  |  |  |  |  |  |  |  |  |  |  |

### Występy w grze mieszanej
| Australian Open | A | A | A | A | A | A  | 2R | QF | 1R | 2R | A | 0 / 4  | 4 – 4   |  |  |  |  |  |  |  |  |  |  |  |  |  |  |
| French Open     | A | A | A | A | A | NH | A  | W  | 1R | 2R | A | 1 / 3  | 5 – 2   |  |  |  |  |  |  |  |  |  |  |  |  |  |  |
| Wimbledon       | A | A | A | A | A | NH | A  | 2R | 2R | QF | A | 0 / 3  | 4 – 3   |  |  |  |  |  |  |  |  |  |  |  |  |  |  |
| US Open         | A | A | A | A | A | NH | 2R | QF | SF | A  |   | 0 / 3  | 6 – 3   |  |  |  |  |  |  |  |  |  |  |  |  |  |  |
|                 |   |   |   |   |   |    |    |    |    |    |   |        |         |  |  |  |  |  |  |  |  |  |  |  |  |  |  |
|                 |   |   |   |   |   |    |    |    |    |    |   | 1 / 13 | 19 – 12 |  |  |  |  |  |  |  |  |  |  |  |  |  |  |

## Finały turniejów WTA
| Legenda                     | Legenda |
| --------------------------- | ------- |
| Wielki Szlem                |         |
| Igrzyska olimpijskie        |         |
| WTA Tour Championships      |         |
| 2009 – 2020                 |         |
| WTA Premier Mandatory       |         |
| WTA Premier 5               |         |
| WTA Premier                 |         |
| WTA International Series    |         |
| WTA 125K series (2012–2020) |         |
| od 2021                     |         |
| WTA 1000 (obowiązkowe)      |         |
| WTA 1000 (nieobowiązkowe)   |         |
| WTA 500                     |         |
| WTA 250                     |         |
| WTA 125                     |         |

### Gra podwójna 19 (11–8)
| Końcowy wynik | Nr  | Data                 | Turniej          | Nawierzchnia  | Partnerka       | Przeciwniczki                          | Wynik finału    |
| ------------- | --- | -------------------- | ---------------- | ------------- | --------------- | -------------------------------------- | --------------- |
| Finalistka    | 1.  | 13 kwietnia 2019     | Bogota           | Ceglana       | Hayley Carter   | Zoe Hives Astra Sharma                 | 1:6, 2:6        |
| Finalistka    | 2.  | 4 sierpnia 2019      | San Jose         | Twarda        | Shūko Aoyama    | Nicole Melichar Květa Peschke          | 4:6, 4:6        |
| Zwyciężczyni  | 1.  | 13 października 2019 | Tiencin          | Twarda        | Shūko Aoyama    | Nao Hibino Miyu Katō                   | 6:3, 7:5        |
| Zwyciężczyni  | 2.  | 20 października 2019 | Moskwa           | Twarda (hala) | Shūko Aoyama    | Kirsten Flipkens Bethanie Mattek-Sands | 6:2, 6:1        |
| Zwyciężczyni  | 3.  | 16 lutego 2020       | Petersburg       | Twarda (hala) | Shūko Aoyama    | Kaitlyn Christian Alexa Guarachi       | 4:6, 6:0, 10–3  |
| Zwyciężczyni  | 4.  | 13 stycznia 2021     | Abu Zabi         | Twarda        | Shūko Aoyama    | Hayley Carter Luisa Stefani            | 7:6(5), 6:4     |
| Zwyciężczyni  | 5.  | 6 lutego 2021        | Melbourne        | Twarda        | Shūko Aoyama    | Anna Kalinska Viktória Kužmová         | 6:3, 6:4        |
| Zwyciężczyni  | 6.  | 4 kwietnia 2021      | Miami            | Twarda        | Shūko Aoyama    | Hayley Carter Luisa Stefani            | 6:2, 7:5        |
| Zwyciężczyni  | 7.  | 26 czerwca 2021      | Eastbourne       | Trawiasta     | Shūko Aoyama    | Nicole Melichar Demi Schuurs           | 6:1, 6:4        |
| Zwyciężczyni  | 8.  | 28 sierpnia 2021     | Cleveland        | Twarda        | Shūko Aoyama    | Christina McHale Sania Mirza           | 7:5, 6:3        |
| Finalistka    | 3.  | 19 marca 2022        | Indian Wells     | Twarda        | Asia Muhammad   | Xu Yifan Yang Zhaoxuan                 | 5:7, 6:7(4)     |
| Finalistka    | 4.  | 29 stycznia 2023     | Australian Open  | Twarda        | Shūko Aoyama    | Barbora Krejčíková Kateřina Siniaková  | 4:6, 3:6        |
| Finalistka    | 5.  | 9 kwietnia 2023      | Charleston       | Ceglana       | Giuliana Olmos  | Danielle Collins Desirae Krawczyk      | 6:0, 4:6, 12–14 |
| Zwyciężczyni  | 9.  | 18 czerwca 2023      | ’s-Hertogenbosch | Trawiasta     | Shūko Aoyama    | Viktória Hrunčáková Tereza Mihalíková  | 6:3, 6:3        |
| Zwyciężczyni  | 10. | 13 sierpnia 2023     | Montreal         | Twarda        | Shūko Aoyama    | Desirae Krawczyk Demi Schuurs          | 6:4, 4:6, 13–11 |
| Finalistka    | 6.  | 15 października 2023 | Zhengzhou        | Twarda        | Shūko Aoyama    | Gabriela Dabrowski Erin Routliffe      | 2:6, 4:6        |
| Zwyciężczyni  | 11. | 20 października 2024 | Osaka            | Twarda        | Laura Siegemund | Cristina Bucșa Monica Niculescu        | 3:6, 6:2, 10–2  |
| Finalistka    | 7.  | 27 października 2024 | Tokio            | Twarda        | Laura Siegemund | Shūko Aoyama Eri Hozumi                | 4:6, 6:7(3)     |
| Finalistka    | 8.  | 22 czerwca 2025      | Nottingham       | Trawiasta     | Anna Danilina   | Beatriz Haddad Maia Laura Siegemund    | 3:6, 2:6        |

### Gra mieszana 1 (1–0)
| Końcowy wynik | Nr | Data           | Turniej     | Nawierzchnia | Partner        | Przeciwnicy                  | Wynik finału |
| ------------- | -- | -------------- | ----------- | ------------ | -------------- | ---------------------------- | ------------ |
| Zwyciężczyni  | 1. | 2 czerwca 2022 | French Open | Ceglana      | Wesley Koolhof | Ulrikke Eikeri Joran Vliegen | 7:6(5), 6:2  |

## Finały turniejów WTA 125

### Gra podwójna 3 (1–2)
| Końcowy wynik | Nr | Data              | Turniej         | Nawierzchnia | Partnerka      | Przeciwniczki                    | Wynik finału   |
| ------------- | -- | ----------------- | --------------- | ------------ | -------------- | -------------------------------- | -------------- |
| Zwyciężczyni  | 1. | 26 stycznia 2019  | Newport Beach   | Twarda       | Hayley Carter  | Taylor Townsend Yanina Wickmayer | 6:3, 7:6(1)    |
| Finalistka    | 1. | 16 listopada 2019 | Houston         | Twarda       | Sharon Fichman | Ellen Perez Luisa Stefani        | 6:1, 4:6, 5–10 |
| Finalistka    | 2. | 30 marca 2025     | Puerto Vallarta | Twarda       | Maya Joint     | Hanna Chang Christina McHale     | 6:2, 2:6, 7–10 |

## Występy w Turnieju Mistrzyń

### W grze podwójnej
| Rok  | Rezultat     | Partnerka    | Przeciwniczki                                                                                 | Wynik                            |
| 2021 | Półfinał     | Shūko Aoyama | Hsieh Su-wei Elise Mertens                                                                    | 2:6, 2:6                         |
| 2023 | Faza grupowa | Shūko Aoyama | Desirae Krawczyk Demi Schuurs Storm Hunter Elise Mertens Nicole Melichar-Martinez Ellen Perez | 7:5, 6:2 4:6, 2:6 6:4, 2:6, 6–10 |

## Finały turniejów ITF
| turnieje z pulą nagród 100 000 $ (W100) |
| turnieje z pulą nagród 80 000 $ (W80)   |
| turnieje z pulą nagród 60 000 $ (W75)   |
| turnieje z pulą nagród 40 000 $ (W50)   |
| turnieje z pulą nagród 25 000 $ (W35)   |
| turnieje z pulą nagród 15 000 $ (W15)   |
| turnieje z pulą nagród 10 000 $         |

### Gra pojedyncza 5 (1–4)
| Rezultat     |    | Data       | Turniej         | ($)     | Naw.    | Przeciwniczka   | Wynik            |
| Zwyciężczyni | 1. | 03/03/2024 | Spring          | 25 000  | Twarda  | Iva Jovic       | 6:2, 4:6, 6:3    |
| Finalistka   | 1. | 28/04/2024 | Tokio           | 100 000 | Twarda  | Maddison Inglis | 4:6, 6:3, 2:6    |
| Finalistka   | 2. | 06/10/2024 | Rancho Santa Fe | 60 000  | Twarda  | Iva Jovic       | 3:6, 3:6         |
| Finalistka   | 3. | 27/04/2025 | Tokio           | 100 000 | Twarda  | Wakana Sonobe   | 4:6, 7:6(1), 3:6 |
| Finalistka   | 5. | 11/05/2025 | Praga           | 60 000  | Ceglana | Francesca Jones | 3:6, 4:6         |

### Gra podwójna 10 (8–2)
| Rezultat     |    | Data       | Turniej         | ($)     | Naw.          | Partnerka       | Przeciwniczki                            | Wynik             |
| Finalistka   | 1. | 17/10/2015 | Makinohara      | 25 000  | Trawiasta     | Yukina Saigo    | Kanae Hisami Kotomi Takahata             | 4:6, 1:6          |
| Zwyciężczyni | 1. | 23/06/2018 | Baton Rouge     | 25 000  | Twarda        | Hayley Carter   | Astra Sharma Gabriela Talabă             | 6:3, 6:4          |
| Zwyciężczyni | 2. | 04/08/2018 | Lexington       | 60 000  | Twarda        | Hayley Carter   | Sanaz Marand Victoria Rodríguez          | 6:3, 6:1          |
| Zwyciężczyni | 3. | 06/10/2018 | Stockton        | 60 000  | Twarda        | Hayley Carter   | Quinn Gleason Luisa Stefani              | 7:5, 5:7, 10–7    |
| Zwyciężczyni | 4. | 09/11/2018 | Lawrence        | 25 000  | Twarda (hala) | Vladica Babić   | Anna Danilina Ksienija Łaskutowa         | 6:4, 6:2          |
| Zwyciężczyni | 5. | 17/11/2018 | Norman          | 25 000  | Twarda        | Vladica Babić   | María José Portillo Ramírez Sofia Sewing | 6:2, 6:3          |
| Zwyciężczyni | 6. | 24/02/2019 | Rancho Santa Fe | 25 000  | Twarda        | Hayley Carter   | Francesca Di Lorenzo Catherine McNally   | 7:5, 6:2          |
| Zwyciężczyni | 7. | 18/05/2019 | Kurume          | 60 000  | Dywanowa      | Hiroko Kuwata   | Erina Hayashi Moyuka Uchijima            | 0:6, 6:4, 10–5    |
| Finalistka   | 2. | 05/02/2023 | Burnie          | 60 000  | Twarda        | Arina Rodionowa | Mai Hontama Eri Hozumi                   | 6:4, 3:6, 6–10    |
| Zwyciężczyni | 8. | 27/04/2025 | Tokio           | 100 000 | Twarda        | Guo Hanyu       | Mananchaya Sawangkaew Lanlana Tararudee  | 5:7, 7:6(1), 10–5 |

## Występy w igrzyskach olimpijskich

### Gra podwójna
| Runda                                                                    | Partnerka        | Przeciwniczki                                       | Wynik             |
| ------------------------------------------------------------------------ | ---------------- | --------------------------------------------------- | ----------------- |
|                                                                          |                  |                                                     |                   |
| Letnie Igrzyska Olimpijskie w Tokio 2020, reprezentując państwo Japonia  |                  |                                                     |                   |
| I runda                                                                  | Shūko Aoyama [2] | Szwajcaria: Belinda Bencic / Viktorija Golubic      | 4:6, 7:6(5), 5–10 |
|                                                                          |                  |                                                     |                   |
| Letnie Igrzyska Olimpijskie w Paryżu 2024, reprezentując państwo Japonia |                  |                                                     |                   |
| I runda                                                                  | Shūko Aoyama     | Rumunia: Ana Bogdan / Jaqueline Cristian            | 6:2, 6:3          |
| II runda                                                                 | Shūko Aoyama     | Czechy: Barbora Krejčíková / Kateřina Siniaková [2] | 5:7, 4:6          |

### Gra mieszana
| Runda                                                                    | Partner            | Przeciwnicy                                                            | Wynik             |
| ------------------------------------------------------------------------ | ------------------ | ---------------------------------------------------------------------- | ----------------- |
|                                                                          |                    |                                                                        |                   |
| Letnie Igrzyska Olimpijskie w Tokio 2020, reprezentując państwo Japonia  |                    |                                                                        |                   |
| I runda                                                                  | Ben McLachlan      | Kazachstan: Jarosława Szwiedowa / Andriej Gołubiew                     | 6:3, 7:6(3)       |
| Ćwierćfinał                                                              | Ben McLachlan      | Rosyjski Komitet Olimpijski: Anastasija Pawluczenkowa / Andriej Rublow | 5:7, 7:6(0), 8–10 |
|                                                                          |                    |                                                                        |                   |
| Letnie Igrzyska Olimpijskie w Paryżu 2024, reprezentując państwo Japonia |                    |                                                                        |                   |
| I runda                                                                  | Kei Nishikori [PR] | Francja: Caroline Garcia / Édouard Roger-Vasselin                      | 6:4, 3:6, 10–7    |
| Ćwierćfinał                                                              | Kei Nishikori [PR] | Czechy: Kateřina Siniaková / Tomáš Macháč                              | 5:7, 2:6          |

## Finały wielkoszlemowych turniejów juniorskich

### Gra podwójna (1)
| Końcowy wynik | Rok  | Turniej | Nawierzchnia | Partnerka | Przeciwniczki               | Wynik finału    |
| Zwyciężczyni  | 2016 | US Open | Twarda       | Jada Hart | Kayla Day Caroline Dolehide | 4:6, 6:2, 13-11 |